# Звонарёв, Климент Александрович
Климент Александрович Звонарёв (1902—1986) — доктор технических наук, профессор, заведующий кафедрой картографии Ленинградского государственного университета (1955—1977). Автор ряда научных работ и учебников в области геодезии, высшей геодезии, маркшейдерского дела, картографии, астрономии.

## Биография
Родился 27 ноября 1902 года в деревне Дубровка Брянского уезда Орловской губернии. В 1912 году вместе с семьей переехал в город Боровичи Новгородской губернии. В 1916 году окончил Боровичское Высшее начальное училище, в 1919 году — I Боровичскую школу II ступени. В 1920 году окончил одногодичные педагогические курсы и в 1920—1921 годах преподавал физику и математику в 10-й школе II ступени в Боровичах.
В 1921 году стал студентом Петроградского горного института. По предложению В. И. Баумана перевелся на сформированную в том году маркшейдерскую специальность, войдя в число первых студентов, обучавшихся по ней в Горном институте. В студенческие годы привлекался к маркшейдерско-геодезическим работам, проводимым ЛГИ в различных регионах СССР:
- 1922 год — геодезическая практика на триангуляционных работах в Боровичском районе под руководством И. М. Бахурина и Б. К. Юзефовича;
- 1923 год — маркшейдерская практика на руднике № 1 Горловского рудоуправления в Донбассе;
- 1924 год — магнитная съемка на горе Благодатная под руководством П. П. Кузнецова;
- 1925 год — руководил летней геодезической практикой на Токсовской геодезической станции; производил триангуляционные работы на Любытинских глиняных рудниках под руководством Н. Г. Келля и И. М. Бахурина;
- 1926 год — был помощником начальника магнитометрической партии Геологического комитета А. А. Строна в Криворожском районе; исполнял капитальные маркшейдерские работы в Рутченковском рудоуправлении Донбасса;
- 1927 год — в качестве геодезиста участвовал в Алданской экспедиции Геологического комитета под начальством В. И. Серпухова;
- 1928 год — руководитель съемочных работ от Горного института в Кытлымском округе Уралплатины.

В 1928 году окончил Ленинградский горный институт, защитив дипломную работу «Триангуляционные работы в Любытинском районе и вычисление их» под руководством И. М. Бахурина, Н. Г. Келля, В. В. Каврайского.
В 1924—1926 годах привлекался к проведению практических занятий по геодезии и маркшейдерскому искусству в Ленинградском горном институте.
В 1929 году стал аспирантом при кафедре геодезии ЛГИ. В 1929 году был астрономом съемочных партий на Северном и Среднем Урале, в 1930—1931 годах — руководителем ударной бригады студентов маркшейдерской специальности по ликвидации «прорыва» в геодезических работах на Магнитострое. В 1931 году — помощник начальника топогеодезической партии в Березовском районе Свердловской области; начальник геодезической партии по созданию опорной сети для обеспечения работы Крымской оползневой станции. В 1932 году — заместитель начальника геодезической партии ЛГИ на триангуляции приисков в Нерчинском районе. С 1933 года параллельно начинает вести работу в Центральном научно-исследовательском маркшейдерском бюро, выполняя перевычисление съемок Донбасса в прямоугольную систему координат Гаусса-Крюгера.
Окончил аспирантуру в 1931 году, был зачислен на кафедру геодезии в качестве ассистента, с 1935 года становится доцентом. После введения в СССР системы ученых степеней, в 1938 году без защиты диссертации получил степень кандидата технических наук по совокупности имеющихся научных работ. В 1939 году под руководством К. А. Звонарева кандидатскую диссертацию защитил Л. Н. Келль — будущий ректор ЛГИ.
Вел курсы «Геодезия», «Астрономия», «Картография», «Геодезия и маркшейдерское искусство», «Сферическая тригонометрия».

## Великая Отечественная война
В момент начала войны находился на военных сборах, поэтому сразу же был направлен на службу:
- 1941 год: служил в штабе 23-й армии (Ленинградский фронт) в должности помощника начальника 1 отделения Топографического отдела штаба, затем — триангулятором 1 разряда в 61-м геодезическом отряде, в его составе направлен на Волховский фронт в отделение в составе 8-й и 2-й ударной армий;
- 1942—1943 годы: в ноябре 1942 года назначен инженером геодезического отделения. Участвовал в Синявинской (август-сентября 1942 г.), операции по прорыву блокады Ленинграда (январь 1943 г.), на Мгинском направлении (июль-август 1943 г.). Затем переведен на Карельский фронт, отделение обеспечивало операции 19-й армии в районе Нямозера и Алакуртти;
- 1944 год: летом командирован на Карельский перешеек в составе 23-й армии Ленинградского фронта. Демобилизован в декабре 1944 года в звании инженер-капитана.

Награжден Орденом Красной Звезды (1942), медалями «За оборону Ленинграда» (1943), «За победу над Германией» (1946), «20 лет победы в Великой Отечественной войне» (1966).
О годах войны оставил воспоминания «Работа геодезиста-картографа при наступлении» .

## Послевоенные годы
В 1953 году защитил докторскую диссертацию «Пути достижения минимума работ в маркшейдерских триангуляциях», в 1954 году становится профессором кафедры геодезии ЛГИ. В 1954—1958 годах был депутатом Районного совета депутатов трудящихся Свердловского района. В 1955 году по совместительству становится заведующим кафедрой картографии Ленинградского государственного университета, с 1957 года переходит туда на основную работу, проработав в этой должности до 1978 года. Находясь на пенсии, преподавал в ЛГИ в качестве почасовика до 1979 года. В эти годы участвовал в создании нескольких значимых учебников — по картографии (1951) и высшей геодезии (1961, 1970). Был составителем сборника избранных трудов В. В. Каврайского в двух томах (1958—1960).
Награжден орденом «Знак Почёта» (1948), медалями «За трудовую доблесть» (1950), «В память 250-летия Ленинграда» (1957).
Умер в 1986 году, похоронен на Смоленском православном кладбище.

## Научная деятельность
- В составе рабочей группы Всесоюзного научно-исследовательского института горной геомеханики и маркшейдерского дела (ВНИМИ), совместно с Н. Г. Келлем и Б. И. Никифоровым разработал методику перевычисления и дальнейшего использования триангуляции В. И. Баумана и материалов топографических съемок в Донбассе. Это способствовало переходу к системе координат Гаусса — Крюгера в Донецком бассейне.
- На кафедре геодезии ЛГИ выполнял разработки методик линейных измерений и повышения их точности. Выполнял исследования по учету влияния несимметрии цепной линии, которое использовалось при измерении длин линий мерными проволоками в рудничной маркшейдерской практике[1].

## Научные и учебные труды
- Из опыта мензульной съемки зимой на Южном Урале (1931);
- Метод измерения длин с повышенной точностью (1931);
- Учет несимметричности цепной линии при измерении длин проволоками и лентами (1931);
- Основные данные для перехода к системе координат Гаусса — Крюгера в Донбассе, с таблицами (1935) — совместно с Н. Г. Келлем и Б. И. Никифоровым;
- Исследование методов жесткой вставки отдельной рудничной сети между точками высшего класса, получившим новые координаты (1935) — совместно с Н. Г. Келлем и Б. И. Никифоровым;
- О постановке астрономических определений при маркшейдерских триангуляциях (1935);
- Картография: Учебник для вузов (1951);
- Снижение трудоемкости маркшейдерских триангуляций (1957);
- Высшая геодезия: Учебник для горных вузов и факультетов (1961) — совместно с В. Г. Здановичем, Н. Г. Келлем, А. Н. Белоликовым, Н. А. Гусевым;
- Высшая геодезия: Учебник для вузов по специальности «Маркшейдерское дело» (1970) — совместно с В. Г. Здановичем, А. Н. Белоликовым, Н. А. Гусевым.